# Makasszári szarvascsőrű
A makasszári szarvascsőrű (Penelopides exarhatus) a madarak osztályának szarvascsőrűmadár-alakúak (Bucerotiformes) rendjébe és a szarvascsőrűmadár-félék (Bucerotidae) családjába tartozó faj.

## Előfordulása
A makasszári szarvcsőrű madár Indonézia csak ott élő, endemikus faja. Élőhelye a Celebesz-sziget, valamint a környező szigetek trópusi síkvidéki erdei, mocsarai és erdős hegyoldalai, a tengerszinttől 1100 m magasságig.

## Alfajai
A fajon belül két alfaj ismert, a Penelopides exarhatus exarhatus a Celebesz-sziget északi részén él. A másik alfaj, a Penelopides exarhatus sanfordi Celebesz középső, keleti és déli részén, valamint a Buton és a Muna szigeteken él.

## Megjelenése
A makasszári szarvcsőrű viszonylag kis méretű, körülbelül 45 cm hosszú madár. Tollazata fekete. A hím arca és torka sárga, szarv alakú csőre sárga, melyben fekete csíkok húzódnak. A nőstény tollazata teljesen fekete, csőre sötétebb.

## Szaporodása
A makasszári szarvcsőrű társas lény, akár 20 egyedet is elérő csoportokban él. Egyes vélemények szerint csak a domináns pár hoz létre utódokat, míg a csoport többi tagja segít a felnevelésükben. A tojó faodúba zárkózik be a tojásrakás és költés idejére. Ezen időszak alatt a hím és a csoport többi tagja táplálja a tojót és a fiókákat.

## Tápláléka
Táplálékát főként gyümölcsök, fügék és rovarok alkotják.

## Védelme
A faj természetes élőhelyén elterjedt, emiatt nem veszélyeztetett státuszú.